# أوقست هرمان
أوقست هرمان (بالألمانية: August Hermann)‏ هو مدرس وشاعر ألماني، ولد في 14 سبتمبر 1835 في Lehre ‏ في ألمانيا، وتوفي في 20 فبراير 1906 في براونشفايغ في ألمانيا.